# Barry Bannan
Barry Bannan (n. 1 decembrie 1989 la Glasgow) este un jucător de fotbal scoțian care evoluează pentru formația Crystal Palace FC.

## Cariera
Barry Bannan este un produs 100 % al celor de la Aston Villa. În sezonul 2007-2008, Bannan a devenit un om de bază al formației de tineret a celor de la Aston Villa, marcând 13 goluri în 32 de meciuri pentru echipa de tineret și câștigând titlul de campion alături de aceasta. Bannan a evoluat și pentru echipa de rezerve, marcând un gol în 10 meciuri și ajutând echipa de rezerve să câștige titlul de campioană în zona de sud.
Primul meci la seniori a venit pentru Barry Bannan cum nu se poate mai frumos, într-un meci de Cupa UEFA împotriva celor de la Hamburger SV, în cadrul căruia a intrat în repriza secundă. Pe 26 februarie 2009, a evoluat în șaisprezecimile Cupei UEFA, la Moscova, în partida pierdută de Aston Villa în compania rușilor de la ȚSKA Moscova.
Pe 13 martie 2009, Barry Bannan a fost împrumutat până la finele sezonului la Derby County, pentru a debuta la seniori și în sistemul divizionar englez. Acest lucru a fost consemnat pe 14 martie 2009, în înfrângerea noii sale formații, 2-4 cu Sheffield United. În acest meci, Bannan a marcat și primul său gol la seniori. A mai fost împrumutat la Blackpool și la Leeds înainte să fie transferat definitiv la Crystal Palace.